# Coinmarketcap
Coinmarketcap (Eigenschreibweise: CoinMarketCap, kurz CMC) ist eine Website, die Informationen und Daten wie Preise, Handelsvolumen und Marktkapitalisierung über Kryptowährungen bereitstellt.

## Geschichte
Coinmarketcap wurde 2013 vom Programmierer Brandon Chez in New York City gegründet.
Im Mai 2016 startete Coinmarketcap seine erste öffentliche API. Bis 2017 arbeitete Chez allein an Coinmarketcap. Ende 2017 stellte er ein Kernteam zusammen, um die Website zu verwalten. Im Jahr 2018 wurde Coinmarketcap laut The Wall Street Journal zu einer der am stärksten frequentierten Websites der Welt. Chez hielt sich in der Öffentlichkeit zurück, was im Januar 2018 unterbrochen wurde, als Reporter des Wall Street Journal ihn ausfindig machten und einen langen Bericht über Coinmarketcap und seinen Gründer veröffentlichten.
Laut Bloomberg hat Coinmarketcap im November 2019 eine Liquiditätsmetrik eingeführt, die das gefälschte Handelsvolumen bekämpfen soll.
Am 8. Januar 2018 entfernte CMC südkoreanische Börsen aus seinen Kursnotierungsalgorithmen, da die Preise dort dauerhaft viel höher waren als in anderen Ländern. Die Entscheidung von CMC führte zu einem dramatischen Rückgang der Marktkapitalisierung von XRP und anderen Kryptowährungen. Auf Twitter erklärte CMC, dass es „einige koreanische Börsen bei den Preisberechnungen aufgrund der extremen Preisdivergenz zum Rest der Welt und der begrenzten Arbitragemöglichkeiten ausgeschlossen“ habe. In einem Brief an das WSJ erklärte Chez, dass die CMC koreanische Börsen von der Liste genommen hat, weil sich viele Nutzer über die ungenauen Preise beschwert haben; er hatte jedoch nicht erwartet, dass die Auswirkungen des Ausschlusses koreanischer Börsen so groß sein würden.
Im Mai 2018 startete Coinmarketcap eine mobile App für iOS-Nutzer und einen Monat später einen Dark Mode.
Im März 2019 führte Coinmarketcap zwei umfassende Leitindizes ein, die von dem deutschen Indexanbieter Solactive AG berechnet und verwaltet werden. Der Headline CMC Crypto 200 Index (CMC200) umfasst 200 nach Marktkapitalisierung gewichtete Kryptowährungen, darunter Bitcoin, und deckt damit im Wesentlichen über 90 % des globalen Kryptowährungsmarktes ab. Der CMC Crypto 200 ex BTC Index (CMC200EX) bildet die Performance des Krypto-Asset-Marktes ohne den Einfluss von Bitcoin ab.
Seit März 2019 sind zwei CMC-Kryptowährungs-Benchmark-Indizes auf Nasdaq, Bloomberg Terminal und Refinitiv gelistet.
Im November 2019 führte Coinmarketcap eine neue Liquiditätsmetrik ein, um gefälschtes Handelsvolumen zu bekämpfen.
Im April 2020 erwarb Binance, eine Kryptowährungsbörse, Coinmarketcap für einen ungenannten Betrag. Forbes vermutete, dass das Geschäft 400 Millionen Dollar wert sein könnte.
Im November 2021 wurde Coinmarketcap von Vice, der New York Times und einigen anderen Medien zitiert, weil es Nutzer vor dem Münzbetrug mit dem „Squid“-Meme-Coin warnte, der fälschlicherweise damit beworben wurde, mit der Fernsehshow Squid Game verbunden zu sein. Die Website ist auch eine Quelle für Krypto-Börsen-Rankings.